# Коррина, Коррина
«Коррина, Коррина» (англ. Corrina, Corrina) — американский художественный фильм 1994 года, поставленный режиссёром Джесси Нельсон по собственному сценарию. Премьера фильма состоялась в Лос-Анджелесе и Нью-Йорке 12 августа 1994 года. Кассовые сборы от проката составили 20 164 171 долларов.

## Сюжет
У восьмилетней Молли умирает мама. Молли переживает огромную трагическую потерю. Девочка живёт вместе с отцом, сочиняющем музыку и песни для рекламы, который, как может, старается утешить свою осиротевшую дочь, но от горя Молли перестала говорить.
Отчаявшийся отец старается найти для дочки хорошую няню, но по объявлению являются совершенные чудовища в женском обличье. Так продолжается до того дня, пока в дом Молли не приходит Коррина — необычная темнокожая няня с высшим образованием, немного грубоватым юмором, слегка назидательной интонацией. Три очень разных человека пытаются создать новую семью, свободную от равнодушия, эгоизма и расизма.

## В ролях
| Актёр         | Роль              |
| ------------- | ----------------- |
| Вупи Голдберг | Коррина Вашингтон |
| Рэй Лиотта    | Мэнни Сингер      |
| Тина Мажорино | Молли Сингер      |
| Джоан Кьюсак  | Джонси            |
| Венди Крюсон  | Дженни Дэйвис     |
| Дон Амичи     | Гарри Сингер      |
| Ларри Миллер  | Сид               |
| Эрика Йон     | Ева Сингер        |
| Линетт Уолден | Энни Сингер       |
| Патрика Дарбо | Уилма             |

## Саундтрек
- Oleta Adams & Brenda Russell — We Will Find A W
- Ted Hawkins / Corrina, Corrina — Various Artists (1994)
- Thurston Harris — Little Bitty Pretty One
- Sarah Vaughan — They Can’t Take That Away From
- Louis Armstrong — You Go To My Head
- Dinah Washington — What A Difference A Day Makes
- Niki Haris & Peter Cox — I Only Have Eyes For Yo
- Big Joe Turner — Corrine, Corrina
- Duke Ellington & Ivie — It Don’t Mean A Thing I
- Jevetta Steele — Over The Rainbow
- Jackie Wilson / 'Reet Petite — Various Artists (1994)
- Billie Holiday — Pennies From Heaven
- Hank Ballard & Midnighters — Finger Poppin' Tim
- Thomas Newman — Home Movies (1994)
- The Steeles — This Little Light Of Mine

## Оценки
Фильм получил смешанные отзывы кинокритиков, набрав на сайте-агрегаторе Rotten Tomatoes рейтинг 37 % на основании 19 рецензий.
Роджер Эберт удостоил фильм двух с половиной звёзд из четырёх возможных, признав, что ему многое понравилось в фильме — он «тёплый и добросердечный», но мог бы рассказать больше.